# Epizootisches Ulzeratives Syndrom

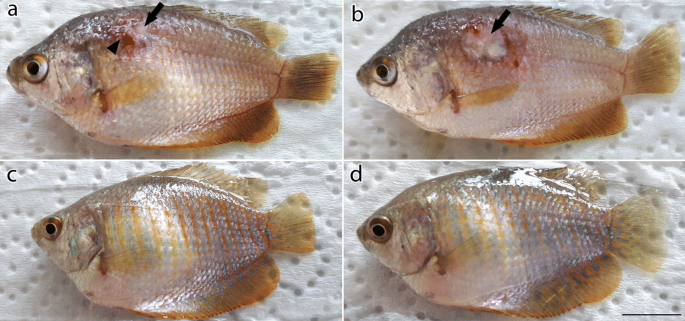
Zwergfadenfisch mit nekrotischen Geschwüren nach Infektion mit Zoosporen von A. invadans.

Das epizootische ulzerative Syndrom, auch bekannt als mykotische Granulomatose, Fischaphanomykose oder Rotfleckenkrankheit, ist eine Krankheit, die durch den Wasserschimmel Aphanomyces invadans verursacht wird. Sie befällt viele Süßwasser- und Brackwasser-fischarten. Sie trat erstmalig bei einem Ayu in Japan auf und verbreitete sich rasch im asiatisch-pazifischen Raum und in Australien. Seit Mitte der 1980er Jahre wird sie auch in den Flussmündungen der Ostküste der USA beobachtet und verbreitet sich von dort in das Landesinnere. Die Infektion erfolgt vermutlich über frei schwimmende Zoophoren des Erregers.

## Klinische Anzeichen und Diagnose
Drei bis zehn Tage nach der Infektion entwickeln die Fische rote Flecken auf der Haut, meist seitlich, bei Raubfischen auch im Maulbereich. Betroffene Tiere zeigen bei sehr empfänglichen Fischarten Luftschnappen an der Oberfläche und der gesamte Bestand kann innerhalb von zwei Tagen sterben, obwohl nur wenige Hautläsionen auftreten. Bei weniger empfänglichen Arten wie Katzenwelsen und Sonnenbarschen kann die Erkrankung chronisch verlaufen mit einer Mortalität von etwa 10 %. Dabei kann es bei einigen Arten Schlangenkopffischen und Stachelaalen über längere Zeit zu ausgedehnten Geschwüren, Erosionen und Nekrosen kommen, so dass sogar Gräten und innere Organe sichtbar werden können. Bei diesen Tieren führen starke Ödeme und bakterielle Sekundärinfektionen schließlich zum Verenden.
Eine vorläufige Diagnose kann anhand von Quetschpräparaten des Skelettmuskels unter einem Geschwür gestellt werden, um die septierten Hyphen des Wasserpilzes zu identifizieren. Die endgültige Diagnose kann auf der Grundlage histopathologischer Befunde (nekrotisierende myofibrilläre Degeneration mit granulomatöser Entzündungsreaktion um die Hyphen), der Isolierung des Erregers oder dessen Nachweis mittels PCR gestellt werden.